# Бостандык (Карасуский сельский округ)
Бостандык (каз. Бостандық) — село в Казталовском районе Западно-Казахстанской области Казахстана. Входит в состав Карасуского сельского округа. Находится примерно в 21 км к юго-востоку от села Казталовка. Код КАТО — 274855300.
Село расположено на притоке Большого Узеня реке Ащисай.

## Население
В 1999 году население села составляло 198 человек (96 мужчин и 102 женщины). По данным переписи 2009 года, в селе проживало 146 человек (72 мужчины и 74 женщины).